# Meister der Darsow-Madonna

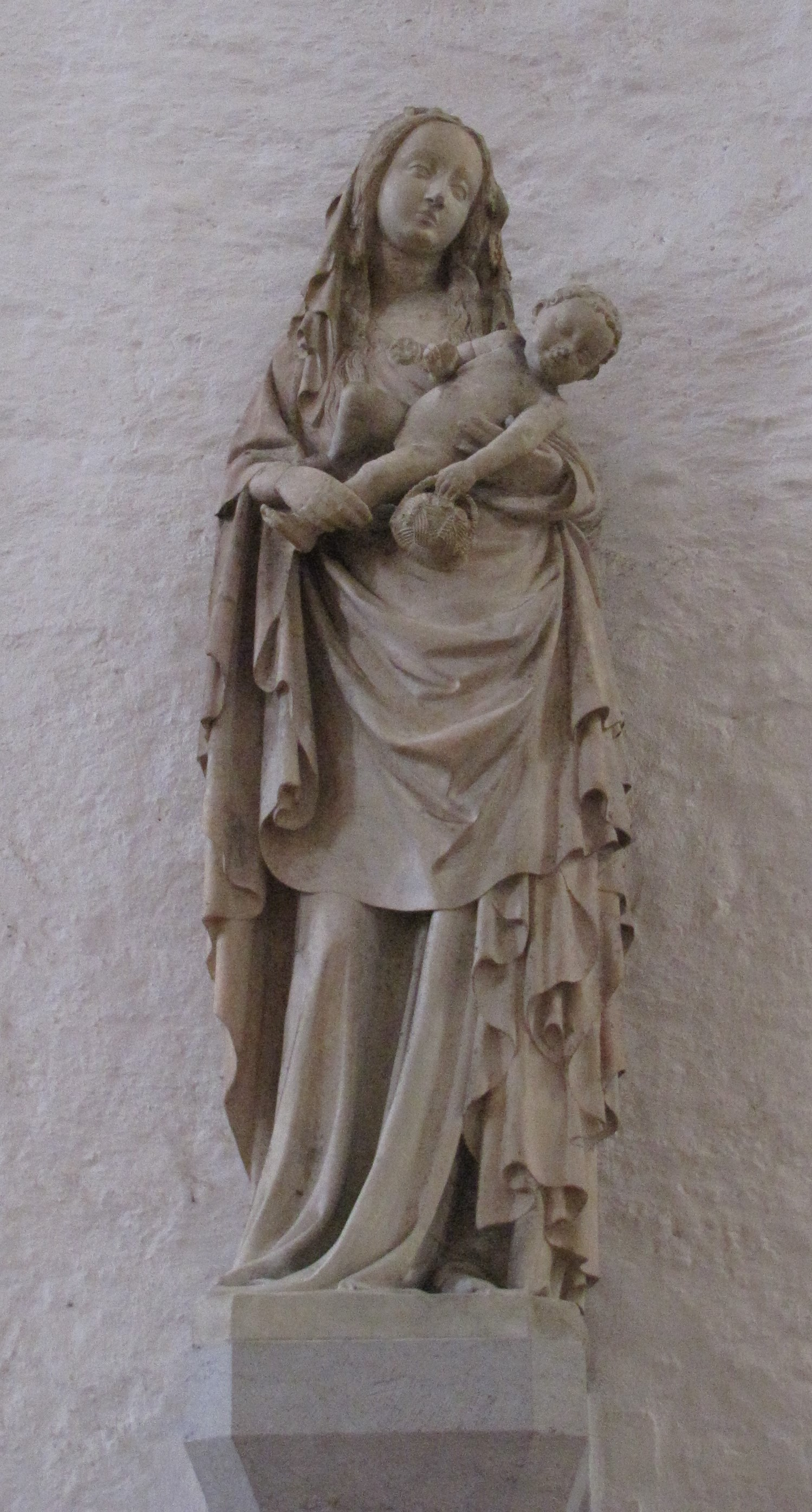
Darsow-Madonna, Aufnahme von 2009

Meister der Darsow-Madonna ist der Notname eines in Westfalen und Lübeck in der ersten Hälfte des 15. Jahrhunderts tätigen Bildhauers.
Der Meister erhielt seinen Notnamen nach einer Madonna des Weichen Stils, die im Jahr 1420 als Stiftung von Mitgliedern der Lübecker Ratsfamilie Darsow, dem Ratsherrn Johann Darsow gemeinsam mit seinen Neffen Bernhard, Gerhard und Hermann, in der Lübecker Marienkirche aufgestellt wurde. Sein an diese Madonna anknüpfendes Werk ist unter den Kunsthistorikern des 20. Jahrhunderts hoch streitig gewesen und bezieht immer wieder mögliche Überschneidungen bis hin zu Identitätsvermutungen mit dem Lübecker Bildhauer Johannes Junge, teilweise in der Frühzeit bis zu den grundlegenden Arbeiten des Kunsthistorikers Walter Paatz auch des Meister der Lübecker Burgkirchen-Zyklen ein.
Heute wird diese Madonna nicht mehr einer Lübecker Werkstatt, sondern einer Werkstatt im niedersächsischen Raum zugeordnet. Aus dieser Werkstatt stammt vermutlich auch der Figurenzyklus der Bergenfahrer sowie der Lettnerfiguren in der Lübecker Marienkirche.
Die aus Baumberger Sandstein gehauene Skulptur wurde beim Luftangriff auf Lübeck am 29. März 1942 zerstört. Sie war zwar durch Einmauerung geschützt worden, zersprang aber durch die Hitzeeinwirkung des Feuers in Tausende von Einzelteilen und wurde in den Jahren 1983 bis 1986 mühsam durch den Restaurator Jochen Seebach wieder zusammengesetzt.

## Belege
1. ↑  Hildegard Vogeler: Madonnen in Lübeck. Ein ikonographisches Verzeichnis der mittelalterlichen Mariendarstellungen in den Kirchen und ehemaligen Klöstern der Altstadt und des St. Annen-Museums. Museum für Kunst und Kulturgeschichte der Hansestadt Lübeck, Lübeck 1993, S. 88, Nr. 46.
2. ↑  † 1434; Emil Ferdinand Fehling: Lübeckische Ratslinie von den Anfängen der Stadt bis auf die Gegenwart. Band 1: Die Ratslinie Nr. 1–1041 (= Veröffentlichungen zur Geschichte der Freien und Hansestadt Lübeck. Bd. 7, 1, ZDB-ID 520795-2). Schmidt-Römhild, Lübeck 1925, Nr. 499.
3. ↑  Anna Elisabeth Albrecht: Steinskulptur in Lübeck um 1400. Stiftung und Herkunft. Reimer, Berlin 1997, ISBN 3-496-01172-6, S. 118

| Personendaten    | Personendaten               |
| ---------------- | --------------------------- |
| NAME             | Meister der Darsow-Madonna  |
| ALTERNATIVNAMEN  | Meister der Darssow-Madonna |
| KURZBESCHREIBUNG | deutscher Bildhauer         |
| GEBURTSDATUM     | 14. Jahrhundert             |
| STERBEDATUM      | 15. Jahrhundert             |